# Jérid

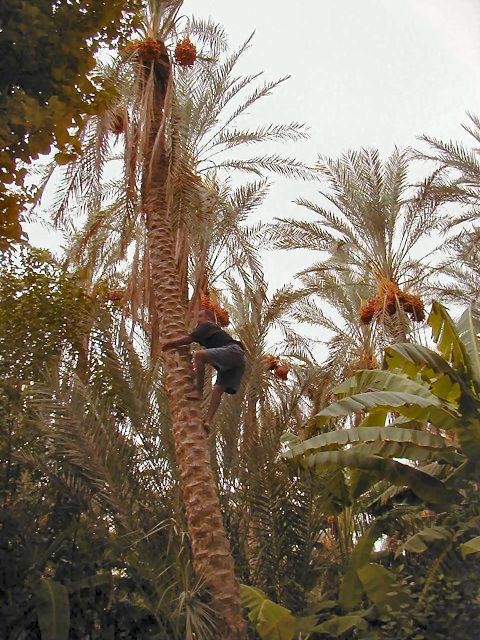
Palmier-dattier dans l'oasis de Tozeur.

Le Jérid ou Djérid (arabe : الجريد), littéralement « palme de dattier », est une région semi-désertique s'étendant au sud-ouest de la Tunisie et comprenant une petite partie en Algérie et en Libye. Administrativement, cette région naturelle est le cœur du gouvernorat de Tozeur.
Elle est parsemée d'oasis dispersés entre deux chotts, dont le plus célèbre et le plus important est le Chott el-Jérid. Économiquement, cette région constitue un important centre de production de dattes et a connu un développement touristique important. Des activités minières autour d'importants gisements de phosphate sont également présentes un peu plus au nord de cette région naturelle.
Sa population d'environ 100 000 habitants se concentre principalement dans les villes de Tozeur et Nefta. Elle s'est historiquement métissée entre Arabes, Berbères et esclaves venus d'Afrique subsaharienne. De nos jours, la population ne s'envisage qu'une identité arabe, la composante berbère ayant disparu et même été reniée car associée au « temps de l'ignorance » pré-islamique).

## Histoire

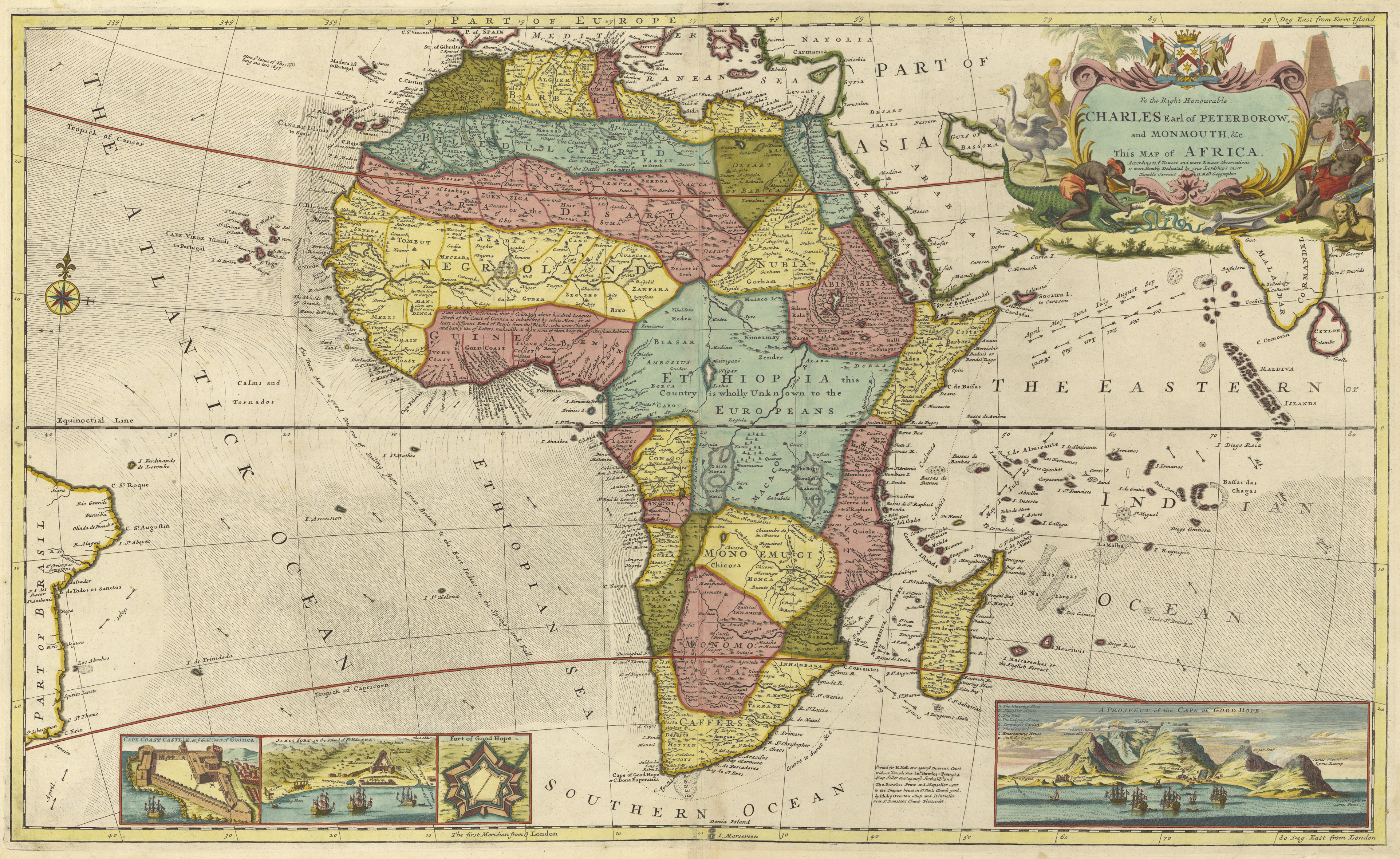
Carte de l'Afrique par Hermann Moll (1710).

Le Jérid était déjà habité au temps des Numides. Par la suite, les Romains y érigent des fortifications (limes) à la frontière méridionale de la province d'Afrique dans le but de se protéger des incursions des populations nomades du Sahara.
Avec l'arrivée du christianisme, la région abrite deux sièges épiscopaux à Thusurus (Tozeur) et Nepte (Nefta). Après le passage rapide des Vandales et des Byzantins, le Jérid, comme le reste de la Tunisie, est arabisé et islamisé au VIIe siècle à la suite de la conquête omeyyade.
L'histoire du Jérid entre la conquête arabe et l'époque hafside a été étudiée de façon détaillée. Le Sud tunisien se caractérise à cette époque par la diversité des communautés religieuses qui y vivent, notamment les chrétiens dont quelques communautés résiduelles subsistent jusqu'au milieu du XIIIe siècle. Les ibadites y sont particulièrement nombreux, bien que divisés en plusieurs mouvements rivaux : ceux-ci ont été décrits par un auteur maghrébin de la seconde moitié du XIe siècle, al-Sûfî. C'est à Djerba, avec la personnalité d'Abû Miswar et de son fils, que naît au Xe siècle une tradition savante dont émane le conseil des ‘azzâba qui dirige pendant plusieurs siècles les communautés ibadites en Afrique du Nord. Progressivement, les populations ibadites du Sud tunisien vont se convertir au malikisme : on peut rajouter aux éléments fournis par les sources ibadites elles-mêmes de nombreuses données nouvelles tirées des textes juridiques malikites, mises en évidence par Allaoua Amara.
Grâce à l'apport des sources ibadites, plusieurs événements apparaissent comme particulièrement importants. Ainsi la révolte des ibadites menée à Bâghâya contre le calife fatimide Al-Muʿizz li-Dīn Allāh en 968-969 marque profondément le sud de la Tunisie et l'histoire de l'ibadisme, les ibadites d'Afrique du Nord entrant à partir de ce moment dans une période de clandestinité (kitmân). Le massacre de Qal‘at Banî Darjîn en 1048-1049, où les ibadites sont massacrés par les troupes zirides, précipite leur désintégration en tant que communauté politique cherchant à faire revivre le régime rostémide, et les force à s'organiser finalement autour de la halqa des ‘azzâba. Cette dernière acquiert par conséquent un rôle politique en plus de son rôle intellectuel traditionnel. Enfin, il faut remettre en question l'idée répandue selon laquelle la migration des Banû Hilâl n'a apporté que dévastations et destructions en Afrique du Nord. Des sources ibadites révèlent que le sud de la Tunisie, contrairement à d'autres régions d'Afrique du Nord, semble avoir prospéré et être resté relativement sûr. Cela a duré environ un siècle, jusqu'à l'arrivée de Banû Ghâniya et de Qarâqûsh que Virginie Prevost décrit comme « les vrais Banû Hilâl » du Sud tunisien.
Au XVIIIe siècle, la région est assimilée au Biledulgerid sur certaines cartes d'Afrique sur la base de l'étymologie similaire des deux noms. Pourtant, des cartes contemporaines montrent que la région appelée Biledulgerid par les Européens s'étendait bien au-delà des limites du Jérid.

## Économie
Le Jérid possède près de 1,6 million de palmiers-dattiers et constitue de ce fait une région de production dattière parmi les plus importantes de Tunisie : elle produit environ un quart de la production annuelle de dattes du pays (225 000 tonnes pour la campagne 2014-2015). Malgré les conditions climatiques extrêmes — les températures maximales avoisinent les 50 °C et les précipitations annuelles sont très limitées, entre 80 et 120 millimètres —, les oasis du Jérid sont très productives en raison des ressources en eaux tirées de nos jours des nappes d'eau souterraines très profondes au moyen de forages modernes. Le système de distribution de l'eau d'irrigation au sein des palmeraies anciennes (remontant à l'Antiquité) a été, selon la mémoire locale, refondée et rationalisé au XIIIe siècle à Tozeur et partiellement à Nefta par Ibn Chabbat. Ces réseaux de petits canaux destinés à l'irrigation (pratique obligatoire pour qu'existe une agriculture en milieu désertique) ont été aménagés en nettoyant, curant et captant des milliers de filets d'eau résurgente et en les rassemblant en rivières artificielles (appelées localement oued). Son eau est ensuite partagée en volume (à l'aide de barrages en forme de peigne) puis en temps de main d'eau entre les milliers de jardins de la palmeraie. De nos jours, les sources ne coulent plus et ont été remplacées par des forages profonds ; le système de distribution est progressivement remplacé par un système plus moderne, destiné à limiter les pertes en infiltration et évaporation.